# Mboete
Mboete ist ein Ort im Norden der Provinz Litoral in Äquatorialguinea. Er liegt an einer wichtigen West-Ost-Verbindung, etwa 29 km östlich von Bata.

## Geographie
Der Ort liegt zwischen Eyiyielon und Mindyiminvé/Acaasi am Ostrand der Küstenebene.

## Klima
Nach dem Köppen-Geiger-System zeichnet sich Mboete durch ein tropisches Klima mit der Kurzbezeichnung Am aus.